# Großeibenstein
Großeibenstein ist ein Dorf in der Stadtgemeinde Gmünd im Bezirk Gmünd in Niederösterreich mit 206 Einwohnern (Stand 1. Jänner 2024).

## Geografie
Das nordöstlich von Gmünd gelegene Dorf ist heute vor allem durch die Blockheide bekannt, die über Großeibenstein zugänglich ist. Einen ersten Aufschwung erlebte der rechts der Lainsitz gelegene Ort aber bereits in der 2. Hälfte des 19. Jahrhunderts, als im Herschenbergsteinbruch und im Kirchenwaldsteinbruch Granit gebrochen, in Großeibenstein weiterverarbeitet und zumeist nach Wien transportiert wurde.

## Geschichte
Im Jahr 1822 wurde der Ort als Dorf mit 16 Häusern genannt, das nach Gmünd eingepfarrt war, wohin auch die Kinder eingeschult wurden. Die Herrschaft Gmünd besaß die Ortsobrigkeit, übte die Landgerichtsbarkeit aus, besorgte die Konskription und verfügte über sämtliche Untertanen und Grundholde.
Nach den Theresianischen Reformen wurde der Ort dem Kreis Ober-Manhartsberg unterstellt. Im Franziszeischen Kataster von 1823 ist der Ort noch als Eibenstein verzeichnet. Mit dem Umbruch 1848 war er bis 1867 dem Amtsbezirk Schrems zugeteilt. Laut Adressbuch von Österreich waren im Jahr 1938 in Großeibenstein ein Bäcker, zwei Gastwirte, ein Gemischtwarenhändler, ein Schmied, drei Steinmetzbetriebe und mehrere Landwirte ansässig. Im Rahmen der Niederösterreichischen Kommunalstrukturverbesserung trat im Jahr 1972 die damalige Gemeinde Eibenstein, bestehend aus Breitensee, Grillenstein  Großeibenstein, Kleineibenstein und Ludwigsthal, der Stadtgemeinde Gmünd bei.

## Tourismus
Durch Großeibenstein verlaufen mit dem Ostösterreichischen Grenzlandweg, dem Eisenwurzenweg und dem Niederösterreichischen Landesrundwanderweg mehrere Weitwanderwege.